# Bonplandia (Zeitschrift, 1853)
Die Zeitschrift Bonplandia. Zeitschrift für die gesammte Botanik war eine in der Zeit von 1853 bis 1862 im Verlag von Carl Rümpler in Hannover für den Fachbereich Botanik verlegte naturwissenschaftliche Fachzeitschrift.
Die Zeitschrift wurde 1853 vom Naturforscher und Botaniker Berthold Seemann mit dem Ziel der Schaffung eines für die angewandte Botanik eigenen Organs begründet. Die Namensgebung war dabei eine Reverenz an den französischen Naturforscher Aimé Bonpland, der von 1799 bis 1804 mit Alexander von Humboldt Spanien und Amerika bereiste und während dieser Forschungsreise unter anderem über 60.000 Pflanzenbelege sammelte, von denen zu dieser Zeit etwa 3500 Arten noch nicht beschrieben waren.
Herausgeber der Zeitschrift waren Berthold Seemann und sein Bruder Wilhelm Eduard Gottfried Seemann, wobei Berthold Seemann in London als Hauptredakteur und Wilhelm Eduard Gottfried Seemann in Hannover als verantwortlicher Redakteur ausgewiesen wurden.
Die Zeitschrift erschien zwischen 1853 und 1862 und fungierte dabei in der Zeit von 1853 bis 1859 unter dem Titel Bonplandia. Zeitschrift für die gesammte Botanik. Officielles Organ der K. L.–C. Akademie der Naturforscher zusätzlich als offizielles Organ der Kaiserlichen Leopoldino-Carolinischen Akademie der Naturforscher.
Nach dem Mitte 1859 erfolgten Erscheinen des neuen Leopoldina-Organs Leopoldina wurde die Zeitschrift im Jahr 1860 in Bonplandia. Zeitschrift für die gesammte Botanik. Organ für Botaniker, Pharmaceuten, Gärtner, Forst- und Landwirthe umbenannt und erschien letztmals am 25. Dezember 1862.

## Bonplandia. Zeitschrift für die gesammte Botanik.Officielles Organ der K. L.–C. Akademie der Naturforscher
- I. Jahrgang, Carl Rümpler, Hannover 1853 (Digitalisat)
- II. Jahrgang, Carl Rümpler, Hannover 1854 (Digitalisat)
- III. Jahrgang, Carl Rümpler, Hannover 1855 (Digitalisat)
- IV. Jahrgang, Carl Rümpler, Hannover 1856 (Digitalisat)
- V. Jahrgang, Carl Rümpler, Hannover 1857 (Digitalisat)
- VI. Jahrgang, Carl Rümpler, Hannover 1858 (Digitalisat)
- VII. Jahrgang, Carl Rümpler, Hannover 1859 (Digitalisat)

## Bonplandia. Zeitschrift für die gesammte Botanik.Organ für Botaniker, Pharmaceuten, Gärtner, Forst- und Landwirthe
- VIII. Jahrgang, Carl Rümpler, Hannover 1860 (Digitalisat)
- IX. Jahrgang, Carl Rümpler, Hannover 1861 (Digitalisat)
- X. Jahrgang, Carl Rümpler, Hannover 1862 (Digitalisat)